# 借借妳人生
《借借妳人生》（瑞典語：En del av dig）是2024年Netflix原創瑞典青春劇情電影，本片為瑞典小說家席格·艾克倫德的導演處女作。由米凱拉·漢密爾頓（Michaela Hamilton）編劇，斯特凡·H·林登和亞歷桑德拉·藤納斯汀（Alexandra Thönnersten）共同監製，提姆·金（Tim King）擔任執行製作人。演員陣容包括費莉希亞·楚德森、埃德文·雷丁、莎拉·萊森、伊達·安格沃、阿爾瓦·布拉特和妮基·漢斯柏拉德（Nikki Hanseblad）等人。
電影於2024年5月31日在Netflix全球同步上映。

## 劇情
17歲的女孩艾格妮絲（費莉希亞·楚德森飾）夢想能跟姐姐茱莉亞（莎拉·萊森飾）過著同樣精彩、不平凡的人生。就在她為生活苦惱的同時，發生了重大事件，徹底顛覆艾格妮絲的世界。

## 演員及角色
- 費莉希亞·楚德森（瑞典语：Felicia Truedsson） 飾演 艾格妮絲（Agnes）
- 埃德文·雷丁 飾演 諾埃爾（Noel）：茱莉亞的男友。
- 莎拉·萊森 飾演 茱莉亞（Julia）：艾格妮絲的姐姐，擁有完美的人生。
- 伊達·安格沃（英语：Ida Engvoll） 飾演 卡里娜（Carina）：艾格妮絲和茱莉亞的母親。
- 妮基·漢斯柏拉德（Nikki Hanseblad）飾演 Lydia
- 阿爾瓦·布拉特（瑞典语：Alva Bratt） 飾演 Esther
- 埃米爾·赫達亞特（Emil Hedayat）飾演 Sam
- 麥克斯維爾·坎寧漢（Maxwell Cunningham）飾演 Adrian
- 穆斯塔法·馬什哈達尼（Mustafa Al-Mashhadani）飾演 Amir

## 製作

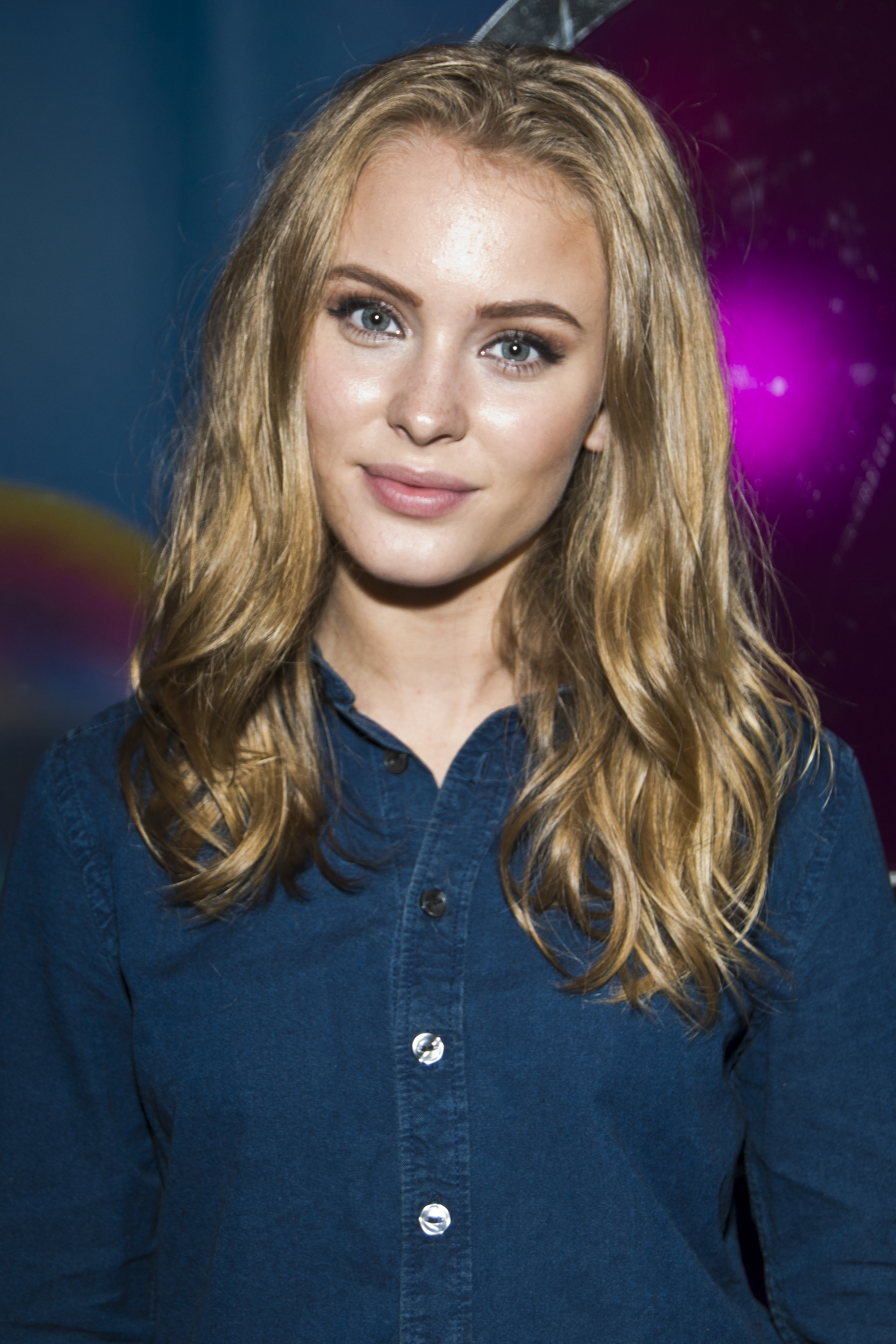
歌手莎拉·萊森在她的電影處女作《借借妳人生》擔任主角茱莉亞。

2023年3月，Podcast主持人兼小說家席格·艾克倫德宣布他即將與Netflix合作，導演一部名為《借借妳人生》的劇情長片，本電影同時也是席格·艾克倫德的導演處女作。劇本由米凱拉·漢密爾頓（Michaela Hamilton）撰寫，講述一名17歲少女遇到人生中生死攸關的大事，內容啟發自編劇米凱拉·漢密爾頓經歷過的真實事件，她表示：「我在七年前的一場意外中失去了我19歲的弟弟，我想在這個故事中描繪出悲傷的兩個面貌——痛苦和震驚，並且在過程中呈現出愛與希望」。席格·艾克倫德也提到有兩位來自瑞典影業協會的斯特凡·H·林登和亞歷桑德拉·藤納斯汀（Alexandra Thönnersten）會共同擔任本片監製，還有美國犯罪影集《毒梟》的監製提姆·金（Tim King）也將擔任執行製作人。
2023年5月15日，Netflix確認了本片的三位領銜主演分別是費莉希亞·楚德森、埃德文·雷丁和莎拉·萊森，其他演出陣容包括伊達·安格沃、阿爾瓦·布拉特、妮基·漢斯柏拉德（Nikki Hanseblad）、埃米爾·赫達亞特（Emil Hedayat）、麥克斯維爾·坎寧漢（Maxwell Cunningham）以及穆斯塔法·馬什哈達尼（Mustafa Al-Mashhadani）。
以上諸位演員均參與過其他部Netflix瑞典原創影集，埃德文·雷丁和費莉希亞·楚德森均出演《王儲的抉擇》；伊達·安格沃在甫完結的浪漫影集《愛情不設限》擔任女主角；阿爾瓦·布拉特則是將在2023年6月首播的犯罪影集《富家神偷》擔綱主角。本片也是歌手莎拉·萊森的電影處女作，她曾在2019年電影《愛·悅》客串演出一位無名歌手，而這次是她首部參與演出並擔綱主要角色的影視作品。
電影於2023年5月22日在瑞典首都斯德哥爾摩開始拍攝。

## 發行
首支正式預告於2024年3月19日發布，預告中確認了電影正式上映日期為2024年5月31日。同年5月6日，第二支正式預告上線。

## 外部連結
- 在Netflix上觀看《借借妳人生》
- 互联网电影数据库（IMDb）上《借借妳人生》的资料（英文）
- 《借借妳人生 （页面存档备份，存于）》在瑞典電影資料庫（英语：Swedish Film Database）（瑞典文）